# Folha Dirigida
A Folha Dirigida é um site editorial de concursos e notícias políticas ligadas ao ambiente do servidor público.  
Sediado no Rio de Janeiro, possui circulação nacional, com edições específicas nos estados do Rio de Janeiro, São Paulo e Minas Gerais e nas regiões Norte, Nordeste, Sul e Centro-Oeste. Sua periodicidade é bissemanal no Estado do Rio de Janeiro  - contendo um caderno encartado de Educação e uma seção de Empregos & Estágios, voltada para o mercado de trabalho privado - e semanal nos demais estados. O veículo também possui suplementos especiais de Cidadania (publicado no Dia do Trabalho) e de Educação (publicado no Dia do Professor), com reportagens exclusivas, e a Folha Dirigida Online, considerada referência em concursos públicos na internet.
O jornal faz parte do GrupoQ, que se denomina como plataforma educacional para soluções de empregabilidade. O serviço mais conhecido é o QConcursos.
A primeira edição da Folha Dirigida chegou às ruas em 1985 no Rio de Janeiro. Nessa época, o jornal era distribuído por apenas 150 bancas. Hoje, alcança cerca de 32 mil pontos de venda, em todo o território nacional, sempre com forte exposição e apoio dos jornaleiros. Atualmente, sua tiragem média mensal é superior a 2 milhões de exemplares. Somente no Rio circulam duas edições regulares por semana, em média com 24 páginas cada, além do Caderno de Educação e suplementos especiais.
Outro vital canal de comunicação, inexistente no ano da fundação da publicação, veio ampliar o acesso à informação e estreitar a relação com os leitores. Na virada para os anos 2000, o jornal decidiu ampliar seu foco de atuação ao criar sua versão online. Um site que, no 1º semestre de 2010, recebeu 2.713.155 visitas, com mais de 14 milhões de páginas vistas. A Folha Dirigida Online conta, atualmente, com quase 3,5 milhões de internautas fidelizados. No site estão disponíveis diversos serviços, desde a venda de apostilas - por meio da Livraria Dirigida - até provas, chats com professores, edições especiais, e aulas em vídeo, além de um noticiário diferenciado. Com base em sua produção editorial pautada pela divulgação e defesa dos concursos públicos e da educação, a expansão do Grupo Folha Dirigida se materializou também no aspecto empresarial.
De uma sala de 24 metros quadrados, no Edifício Odeon, na Cinelândia, Centro do Rio, o jornal passou para sua primeira sede própria, localizada na Rua do Senado, e ocupa hoje um prédio de sete andares na Lapa, com área total superior a 9 mil metros quadrados. O edifício, que leva o nome do jornalista Barbosa Lima Sobrinho, já foi sede do Diário de Notícias, no qual Adolfo Martins, presidente da Folha Dirigida, deu seus primeiros passos na profissão de repórter.
São Paulo foi o primeiro estado a ter uma edição segmentada, dentro da estratégia de regionalização das edições do periódico. Essa política evoluiu, de forma que hoje o jornal é líder em âmbito nacional. Em 2008, também a sucursal paulista foi transferida para uma nova sede, mais ampla, com cerca de 600 metros quadrados, na Rua Barão de Itapetininga.
Anteriormente, era um jornal trissemanal brasileiro, especializado em educação, concursos públicos e empregos em geral. Era um jornal segmentado, especializado em Educação, Trabalho e Cidadania, com noticiário focado na carreira pública e líder em seu segmento.
Adquirido pelo GrupoQ,que pertence à Yduqs, hoje integra à base do Qconcursos. O negócio foi concretizado por mais de R$5 milhões de reais.
Antes de ser vendido, o Grupo Folha Dirigida contava com cerca de 480 colaboradores que vieram, ao longo dos anos, somar forças aos pioneiros Adolfo Martins, Arnaldo Martins e Maurício Figueiredo, fundadores do jornal. O maior salto da Folha Dirigida ocorreu 13 anos após sua criação, em 19 de outubro de 1998, quando foi inaugurada a sede atual, na Rua do Riachuelo, 114, incluindo o parque industrial no térreo, com a aquisição de uma rotativa. A máquina, ampliada com novas unidades, imprimia não apenas as publicações da casa, como também presta serviços a terceiros, dando conta de 60 títulos mensais.